# Saga (cantante)
Saga (1975) es una cantautora nacionalista blanca sueca. Comenzó siendo la vocalista de Symphony of Sorrow, para luego ser más conocida por su disco tributo a la banda skinhead Skrewdriver, y por su representación física suavizada del mensaje White Power. En 2001, Southern Poverty Law Center figuró a Saga en su "Informe de Inteligencia de Bandas White Power" con el aporte compilado por Center for New Community y por Searchlight, un magazine antifascista británico.

## Biografía
Discovery Times Channel describió a Saga como una artista que "apunta a los públicos mayoritarios suavizando su imagen, mientras que al mismo tiempo mantiene su ideología racista". Ha sido llamada "la Madonna sueca de extrema derecha". En la entrevista a Saga dijo: "Creo que lo que me hace diferente es que tengo una apariencia como el público mayoritario, soy más de perfil bajo comparada con los demás. No es por tu ropa. No es por la forma en que te vistes. No es por tu apariencia. Es lo que hay en tu corazón. Es mucho más fácil para el público mayoritario verse reflejados en mí que verse reflejados en una Skinbyrd." Según Saga, "experiencias personales me han hecho sentir como siento, y la mayoría de la gente sí tiene las mismas creencias que yo. Es malo ser etiquetado de racista en estos días, y es tan malo que la gente prefiera callar antes que expresar lo que siente. Sólo estoy tratando de decir que no quiero tener a mi alrededor gente que no es como yo."
Saga apareció en la portada de la edición de otoño de 2000 de Resistance Magazine, una publicación neonazi de Estados Unidos. Shaun Walker escribió lo siguiente en la web de la National Alliance, un grupo de avoca por la supremacía blanca en Estados Unidos: "... sólo que ella esté frente de las cámaras ayuda a nuestra causa. Pero, también es bastante buena en entrevistas. Ella viene a ser como la chica de al lado, que también entiende la dinámica del conflicto racial."
En 2007 Saga publicó el CD On my own con una variante del clásico Candle in the Wind, sin el permiso de Sir Elton John. Una de las canciones se titula Good bye David Lane; David Lane era un neonazi estadounidense que fue acusado y condenado por el asesinato de Alan Berg, un locutor de una radio judía, y que murió en una prisión federal.

## Discografía

### Con Symphony of Sorrow
- Paradise Lost (1999)
- Symphony of Hatred (2005)

### Solista
- Live and Kicking (2000)
- My Tribute to Ian Stuart Volume 1 (2000)
- My Tribute to Ian Stuart Volume 2 (2000)
- My Tribute to Ian Stuart Volume 3 (2001)
- Midgård - Pro Patria III (2003)
- On my own (2007)
- Comrades Night Live (2009)